# Talanitoides habesor
Genre
Espèce
Talanitoides habesor, unique représentant du genre Talanitoides, est une espèce d'araignées aranéomorphes de la famille des Gnaphosidae.

## Distribution
Cette espèce est endémique d'Israël.

## Publication originale
- Levy, 2009 : New ground-spider genera and species with annexed checklist of the Gnaphosidae (Araneae) of Israel. Zootaxa, no 2066, p. 1-49.